# 66 (tal)
66 (seksogtres, på checks også sekstiseks) er det naturlige tal som kommer efter 65 og efterfølges af 67.

## Inden for videnskab
- 66 Maja, asteroide
- M66, spiralgalakse i Løven, Messiers katalog

## Eksterne links
- Wikimedia Commons har flere filer relateret til 66 (tal)